# Trømborg
Trømborg este o localitate din comuna Eidsberg, provincia Østfold, Norvegia, cu o suprafață de 0,22 km² și o populație de 301 locuitori (2013).